# Šarbanovac (miasto Bor)
Šarbanovac (cyr. Шарбановац) – wieś w Serbii, w okręgu borskim, w mieście Bor. W 2011 roku liczyła 1624 mieszkańców.